# B. F. Skinner
Burrhus Frederic Skinner (Susquehanna Depot, Pennsylvania, 20. ožujka 1904. – Cambridge, Massachusetts, 18. kolovoza 1990.) bio je američki psiholog, biheviorist i socijalni filozof. Bio je pionir modernog biheviorizma i jedan od najutjecajnijih psihologa 20. stoljeća.
Rodio se u Pennsylvaniji 20. ožujka 1904. godine. Bio je profesor psihologije na Sveučilištu Harvard od 1958. do umirovljenja 1974. godine.
Skinner je smatrao da je ljudsko djelovanje ovisno od posljedica prethodnih radnji. Ako su posljedice loše, vrlo je vjerojatno da se radnja neće ponoviti. S druge strane, ako su posljedice dobre, povećava se vjerojatnost da se radnja ponovi. Nazivao je to principom potkrepljenja.
Da bi potkrijepio ponašanje, Skinner se koristio instrumentalnim uvjetovanjem. Smatrao je da je brzina odgovora najdjelotvornija mjera jačine odgovora. Radi proučavanja instrumentalnog uvjetovanja izumio je posebnu komoru, poznatu kao Skinnerova kutija. Pomoću nje je s Charlesom Fersterom proizveo svoj najutjecajniji eksperimentalni rad, koji je ukratko izložen u knjizi „Režimi potkrepljenja” (Schedules of Reinforcement) iz 1957.
Skiner je razvio primijenjenu bihevioralnu analizu. Filozofiju te znanosti nazvao je radikalnim biheviorizmom. Osnovao je školu eksperimentalne psihologije istraživanja – eksperimentalnu analizu ponašanja. Objavio je 21 knjigu i 180 članaka. Skinner se, uz Johna Watsona i Ivana Pavlova, smatra pionirom modernog biheviorizma. U istraživanju iz lipnja 2002., Skinner je naveden kao najutjecajniji psiholog 20. stoljeća.